# Palazzo Wilson Gattai
Palazzo Wilson Gattai si trova in piazza d'Azeglio 28 a Firenze.
La zona risale tutta all'Ottocento quando venne costruita la piazza "all'inglese", dedicata al generale Massimo d'Azeglio (un tempo dotata di cancellata con le chiavi in possesso dei soli residenti come nelle piazzette di Londra).

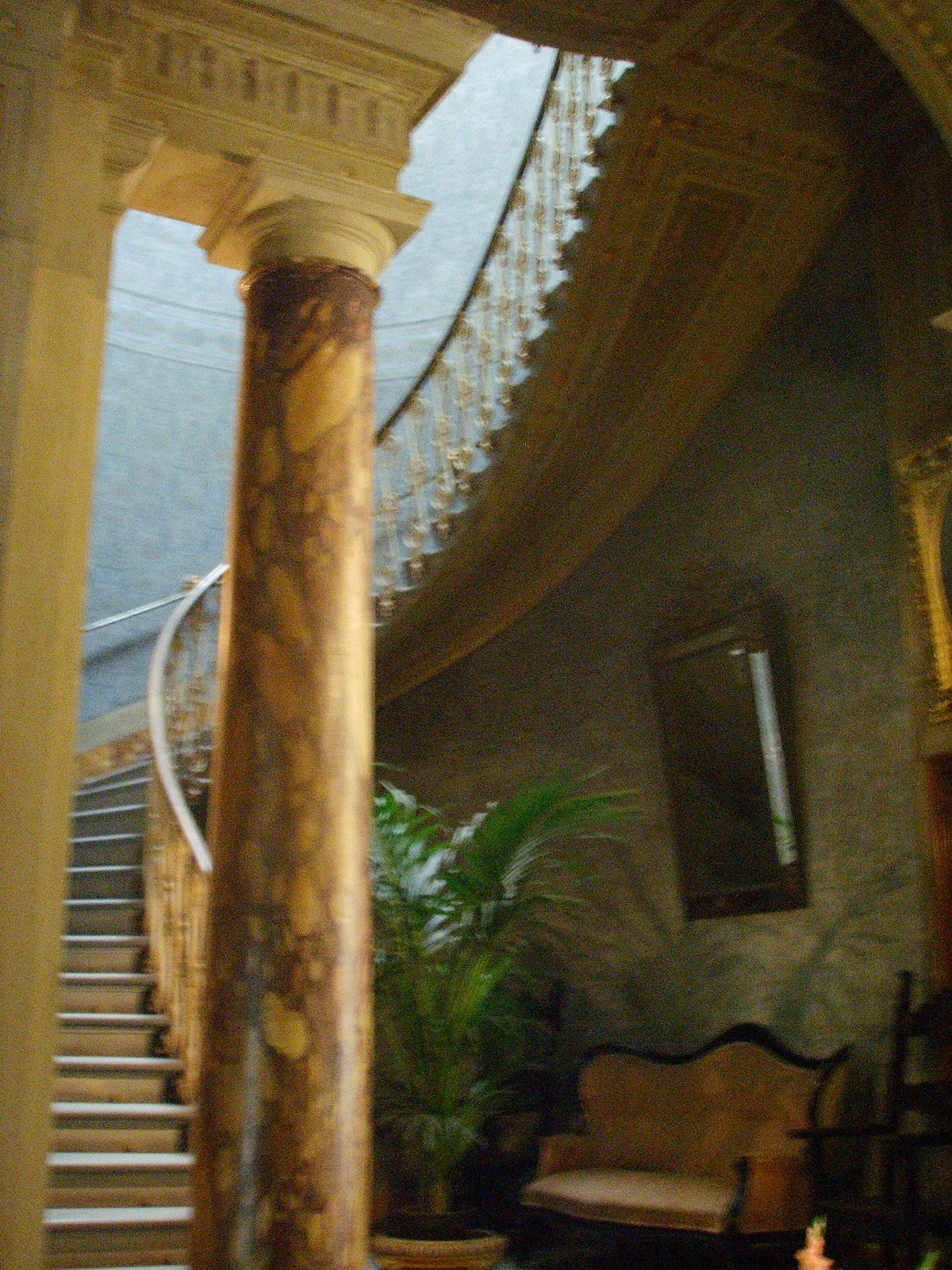
L'atrio con la scalinata

Gli edifici che vi si affacciano dovevano seguire i criteri di decoro e simmetria imposti dal piano regolatore di Giuseppe Poggi.

## Storia
Verso il 1870 l'artista inglese Federigo Wilson disegnò il proprio palazzo, con il supporto dell'ingegnere Orazio Callai, sul lato sud della piazza e ne faceva iniziare l'edificazione. Già nel 1877 però egli lo metteva in vendita per ragioni economiche e l'edificio passò così al deputato parlamentare Giovanni Puccini e nel 1892 a Gaetano Gattai, fratello di Leopoldo, che in quelli stessi anni acquistò palazzo Grifoni in piazza Santissima Annunziata. Fu destinato così alle figlie Cesira, Isola, Ester, Gemma ed Elisa.
Già interessato da alcune trasformazioni nel 1888 per le cure dell'architetto Guglielmo Galanti, l'edificio conobbe significativi lavori ed ampliamenti con il suo terzo proprietario: per quanto riguarda la facciata, in sintonia con il disegno originario, l'architetto Eugenio Gattai (figlio di Gaetano) progettò l'altana coperta con colonne in pietra serena; gli interni furono invece tra l'altro interessati dalla costruzione di una notevole scala elicoidale che dall'atrio porta al primo piano, e da una completa risistemazione del giardino. Gli interni furono in gran parte arredati con mobili e suppellettili provenienti dall'asta del palazzo Favard sui lungarni, battuta nel 1893.
Nel Novecento vennero apportati alcuni cambiamenti per permettere l'abitabilità del palazzo a più famiglie creando diversi appartamenti. Il piano nobile, con alcune sale decorate da affreschi, è rimasto invece intatto. Il palazzo, che è considerato Dimora Storica e quindi soggetto a tutela, è ancora abitato dai discendenti Gattai.

## Descrizione
Il prospetto sulla piazza è da notare come, rispetto alle architetture coeve nelle quali l'elemento rinascimentale è reinterpretato mantenendosi nell'ambito della citazione colta, qui ci troviamo davanti ad una più consapevole ricostruzione di un'architettura propria della tradizione fiorentina tra la fine del Quattrocento e la prima metà del successivo, seppure segnata da una esibita volontà di sfarzo, in particolare esplicitata dall'uso di materiali del tutto estranei a questa tradizione, come nel caso delle lastre di marmo che determinano il piano chiaro su cui si stagliano le grandi finestre del piano nobile. Si presenta come caratterizzato in facciata da un pian terreno a bugnato, mentre al primo piano si trovano finestre centinate in stile neorinascimentale, con un grande balcone, lungo tutto il piano, che domina la piazza, evidente concessione al gusto del tempo (realizzato nel 1892), che tuttavia ben si armonizza con il disegno d'insieme; l'ultimo piano presenta una loggia coperta con colonne in pietra serena.
La finitura, a grandi bozze rustiche squadrate, è un esempio degli alti livelli raggiunti nel confezionamento e nella lavorazione della pietra artificiale a questa altezza cronologica.
La solennità dell'atrio, con colonne in marmo screziato che sorreggono una serliana, è così ingentilita dall'ardita curvatura delle scale, che disegnano un'elegante riconducibile alle novità del Liberty. Sul cancello in ferro dell'androne è, dorato, uno scudo con l'arme dei Gattai. Lo stesso architetto-proprietario Eugenio Gattai progettò anche una sistemazione del piano terra, già usato come scuderia, disegnò il piccolo cortile (dove una terracotta con un gatto a rilievo richiama il cognome Gattai) e il giardino sul retro, oltre ad alcuni pavimenti e vetrate che ancora oggi esistono.
Il giardino in particolare è dominato da una grande pianta di cedro, attorno alla quale sono disposte due aiuole geometriche all'italiana, con azalee ed altre piante da fiore. Sull parete di fondo una fontana-ninfeo con una statua di Cerere decora il muro di cinta, oltre il quale si ammira una bella veduta della cupola verde-rame della Sinagoga di Firenze.
La sala principale del piano nobile conserva un soffitto col Trionfo dell'Amore, affrescato da Annibale Gatti nel 1872. Vi sono ritratte coppie di amanti celebri dell'antichità e della letteratura ed è considerato il capolavoro del pittore.